# Peter von Muth
Peter von Muth (7. března 1784 Vídeň – 9. září 1855 Vorderbrühl) byl rakouský policejní úředník.

## Biografie
Peter Muth byl synem prýmkařského mistra, výrobce spon. Po dokončení studií práv nastoupil v roce 1806 k policejní službě. V roce 1817 získal v Brně místo policejního ředitele a jako takový se zúčastnil opavského sjezdu knížat. V roce 1834 byl povýšen do šlechtického stavu. V roce 1836 byl jmenován tajným radou. O rok později pak pražským hejtmanem, ale na popud Kolowratské regentské rady byl znovu sesazen. V roce 1845 se stal vrchním policejním důstojníkem ve Vídni. Jeho údajné selhání 13. března 1848 podnítilo jeho okamžitou rezignaci.
Germanista Richard von Muth (pseud. Hermann Nordermann) byl jeho vnukem.

## Zajímavost

### Vyhlídkový altán v Karlových Varech
Od roku 1839 sloužil Peter von Muth také v Karlových Varech. Přijel s manželkou, synem a dvěma dcerami. Bydleli v domě Drei rote Rosen (U Tří růží) na Staré louce (čp. 371; na místě současného domu Mozart). Společně s lázeňským inspektorem a karlovarským policejním komisařem Antonem Vinzenzem Watzkem se zasloužil o výstavbu oblíbeného lázeňského vyhlídkového místa, altánu Wiener Sitz, česky Vídeňské sedátko. Původní altán z roku 1840 však již nestojí. Během času byl nahrazen betonovou stavbou, na současných mapách označovanou jako „altán Imperiál“.